# Marlon Pérez
Marlon Alirio Pérez Arango (Támesis, 10 gennaio 1976 – El Carmen de Viboral, 3 ottobre 2024) è stato un ciclista su strada e pistard colombiano, professionista tra il 2001 e il 2009, divenuto campione del mondo juniors della corsa a punti e due volte campione nazionale a cronometro.

## Biografia
Specialista della pista e delle prove contro il tempo, fu campione del mondo juniors nel 1994 nella corsa a punti. In questa specialità vinse anche i Giochi panamericani nel 1999 e la prova di Cali e la classifica generale della Coppa del mondo nel 2000.
I suoi principali successi su strada furono due campionati colombiani a cronometro (1999 e 2001), una tappa alla Vuelta Ciclista al Uruguay nel 1999, otto tappe al Clásico RCN (due nel 1999, una nel 2003, quattro nel 2010, una nel 2011), sei tappe alla Vuelta a Colombia (una nel 2000, due nel 2001, due nel 2002, una nel 2011), tre tappe alla Vuelta al Táchira nel 2004, una tappa al Tour de Langkawi nel 2004, due tappe alla Vuelta a Venezuela nel 2005 e la prova a cronometro ai Giochi panamericani del 2011. Partecipò a tre edizioni del Giro d'Italia, quattro campionati del mondo su strada Elite e tre edizioni dei Giochi olimpici.
Pérez è morto accoltellato il 4 ottobre 2024 durante una rissa. 

## Palmarès

### Pista
- 1994

Campionati del mondo juniors, Corsa a punti
- 1999

Giochi panamericani, Corsa a punti
- 2000

2ª prova Coppa del mondo, Corsa a punti (Cali)
Classifica finale Coppa del mondo, Corsa a punti

### Strada
- 1994 (Juniores)

Classifica generale Vuelta del Polvenir Juniores
- 1995

3ª tappa Venizelaia
- 1996

Campionati colombiani, Prova a cronometro
- 1997

Classifica generale Clásica Ciudad de Girardot
- 1998

Central American and Caribbean Sports Games, prova a cronometro
Classifica generale Vuelta a Colombia under-23
- 1999 (Empresa Publica de Medellin, cinque vittorie)

Classifica generale Vuelta al Valle del Cauca
3ª tappa Vuelta Ciclista al Uruguay
Campionati colombiani, Prova a cronometro
Prologo Clásico RCN (Villa de Leyva)
9ª tappa Clásico RCN (Medellín > Medellín)
- 2000

Classifica generale Tour Nord-Isère
1ª tappa Vuelta de Urabá
2ª tappa Vuelta de Urabá
3ª tappa Vuelta de Urabá
Classifica generale Vuelta de Urabá
Seraing-Aachen-Seraing
7ª tappa Vuelta a Colombia (Medellín > Medellín, cronometro)
Hornsby to Swansea Cycle Classic
- 2001 (05 Orbitel, nove vittorie)

Prologo Vuelta al Casanare
1ª tappa Vuelta al Casanare
2ª tappa Vuelta al Casanare
3ª tappa Vuelta al Casanare
4ª tappa Vuelta al Casanare
Classifica generale Vuelta al Casanare
Prologo Vuelta a Colombia (Popayán)
1ª tappa Vuelta a Colombia (Popayán > Cali)
Campionati colombiani, Prova a cronometro
- 2002 (05 Orbitel, sette vittorie)

3ª tappa Vuelta al Valle del Cauca
1ª tappa Vuelta a Antioquia (Medellín > Rionegro)
5ª tappa Vuelta a Antioquia (Medellín > Medellín)
1ª tappa Vuelta a Boyacá (Sutatenza > Chiquinquirá)
2ª tappa Vuelta a Boyacá (Tinjacá > Pesca)
Prologo Vuelta a Colombia (Cúcuta > El Malecón, cronometro)
1ª tappa Vuelta a Colombia (Pamplona > Bucaramanga)
- 2003 (05 Orbitel, quattro vittorie)

2ª tappa Vuelta al Valle del Cauca (Pradera > Palmira, cronometro)
1ª tappa Vuelta de la Paz
2ª tappa Vuelta de la Paz
1ª tappa Clásico RCN (Medellín > El Carmen de Viboral)
- 2004 (Colombia - Selle Italia, quattro vittorie)

1ª tappa Vuelta al Táchira (Maracaibo > Maracaibo)
3ª tappa Vuelta al Táchira (Cabimas > Valera)
14ª tappa Vuelta al Táchira (Peribeca > San Cristóbal)
2ª tappa Tour de Langkawi (Ipoh > Tanah Rata)
- 2005 (Colombia - Selle Italia, tre vittorie)

3ª tappa Clásica Ciudad de Girardot (Guataquí > Girardot)
4ª tappa Vuelta a Venezuela (Quibor > San Felipe)
10ª tappa Vuelta a Venezuela (Valle La Pascua > Chaguaramas, cronometro)
- 2007 (Team Universal Caffe' - Ecopetrol, una vittoria)

4ª tappa Vuelta a Antioquia (Medellín > Medellín)
- 2010

3ª tappa Clásica Nacional Ciudad de Anapoima (Anapoima > Anapoima)
4ª tappa Clásica Carmen del Viboral (El Carmen de Viboral > El Carmen de Viboral)
4ª tappa Clásica Ciudad de Girardot (Girardot > Girardot)
5ª tappa Clásica Ciudad de Girardot (Nariño > Girardot, cronometro)
3ª tappa Clásico RCN (Socorro > Sogamoso)
5ª tappa Clásico RCN (La Calera > Sopó, cronometro)
6ª tappa Clásico RCN (Fusagasugá > Ibagué)
8ª tappa Clásico RCN (Pereira > Cali)
- 2011

Prologo Vuelta a Colombia (La Ceja, cronometro)
Prologo Clásico RCN (Neiva)
Giochi panamericani, Prova a cronometro
- 2012 (Colombia - Claro, due vittorie)

3ª tappa Vuelta Internacional a Costa Rica (Ticabán > Guápiles, cronometro)
9ª tappa Vuelta Internacional a Costa Rica (Jacó > Pérez Zeledón)

#### Altri successi
- 1995

3ª tappa Venizeleia (La Canea)
- 2000

Criterium di Swansea
- 2001 (05 Orbitel)

2ª tappa Vuelta a Colombia (cronosquadre)
Classifica a punti Vuelta a Colombia
- 2006 (Tenax - Salmilano)

Criterium Antonio Ambrosio Esguerra
- 2007 (Team Universal Caffe' - Ecopetrol)

1ª tappa Vuelta a Antioquia (cronosquadre)
- 2010

Prologo Vuelta al Valle del Cauca (cronosquadre)
1ª tappa Clásico RCN (cronosquadre)
Classifica a punti Clásico RCN
- 2011

1ª tappa Vuelta a Antioquia (cronosquadre)
- 2012 (Colombia - Claro, due vittorie)

Classifica a punti Clásico RCN
- 2013

3ª tappa Vuelta al Valle del Cauca
- 2013

6ª tappa Vuelta al Valle
- 2016 (Supergiros)

1ª tappa Clásica Nacional Marco Fidel Suárez
Classifica generale Vuelta a Putumayo
- 2017 (Supergiros)

1ª tappa Vuelta del Este Mendoza

## Piazzamenti

### Grandi Giri
- Giro d'Italia

2004: 39º
2005: ritirato (6ª tappa)
2008: 90º

### Classiche monumento
- Giro delle Fiandre

2006: ritirato
2009: 83º
- Parigi-Roubaix

2009: fuori tempo massimo
- Giro di Lombardia

2008: 82°

### Competizioni mondiali
- Campionati del mondo su pista

Quito 1994 - Corsa a punti juniors: vincitore
Berlino 1999 - Corsa a punti: 10º
- Campionati del mondo su strada

San Sebastián 1997 - In linea Under-23: 12º
San Sebastián 1997 - Cronometro Under-23: 18º
Valkenburg 1998 - Cronometro Under-23: 22º
Valkenburg 1998 - In linea Under-23: 65º
Lisbona 2001 - Cronometro: 33º
Lisbona 2001 - In linea: 62º
Hamilton 2003 - Cronometro: 35º
Hamilton 2003 - In linea: 38º
Salisburgo 2006 - Cronometro: 34º
Salisburgo 2006 - In linea: 55º
Stoccarda 2007 - In linea: ritirato
- Giochi olimpici

Atlanta 1996 - Inseguimento a squadre: 17º
Atlanta 1996 - Corsa a punti: ritirato
Sydney 2000 - Corsa a punti: 21º
Atene 2004 - In linea: ritirato